# FNTA
FNTA (англ. Farnesyltransferase, CAAX box, alpha) – білок, який кодується однойменним геном, розташованим у людей на короткому плечі 8-ї хромосоми. Довжина поліпептидного ланцюга білка становить 379 амінокислот, а молекулярна маса — 44 409.
| 10         |  | 20         |  | 30         |  | 40         |  | 50         |
| ---------- |  | ---------- |  | ---------- |  | ---------- |  | ---------- |
| MAATEGVGEA |  | AQGGEPGQPA |  | QPPPQPHPPP |  | PQQQHKEEMA |  | AEAGEAVASP |
| MDDGFVSLDS |  | PSYVLYRDRA |  | EWADIDPVPQ |  | NDGPNPVVQI |  | IYSDKFRDVY |
| DYFRAVLQRD |  | ERSERAFKLT |  | RDAIELNAAN |  | YTVWHFRRVL |  | LKSLQKDLHE |
| EMNYITAIIE |  | EQPKNYQVWH |  | HRRVLVEWLR |  | DPSQELEFIA |  | DILNQDAKNY |
| HAWQHRQWVI |  | QEFKLWDNEL |  | QYVDQLLKED |  | VRNNSVWNQR |  | YFVISNTTGY |
| NDRAVLEREV |  | QYTLEMIKLV |  | PHNESAWNYL |  | KGILQDRGLS |  | KYPNLLNQLL |
| DLQPSHSSPY |  | LIAFLVDIYE |  | DMLENQCDNK |  | EDILNKALEL |  | CEILAKEKDT |
| IRKEYWRYIG |  | RSLQSKHSTE |  | NDSPTNVQQ  |  |            |  |            |

A: Аланін

C: Цистеїн

D: Аспарагінова кислота

E: Глутамінова кислота

F: Фенілаланін

G: Гліцин

H: Гістидин

I: Ізолейцин

K: Лізин

L: Лейцин

M: Метіонін

N: Аспарагін

P: Пролін

Q: Глутамін

R: Аргінін

S: Серин

T: Треонін

V: Валін

W: Триптофан

Кодований геном білок за функціями належить до трансфераз, фосфопротеїнів. 
Задіяний у таких біологічних процесах, як ацетилювання, альтернативний сплайсинг. 